# Woodseaves
Woodseaves är en by i High Offley, Stafford, Staffordshire i England. Byn är belägen 12,5 km 
från Stafford. Orten har 666 invånare (2015).